# Сенай Іван Сергійович
Сенай Іван Сергійович — (3 квітня 1987, Кривий Ріг) — український боксер-любитель, чемпіон Європи 2008 року у середній ваговій категорії.

## Аматорська кар'єра
2004 року став чемпіоном України серед юніорів.
2006 року став бронзовим призером чемпіонату України у середній ваговій категорії.
2008 року став чемпіоном України.
Виступ 2008 року у чемпіонаті Європи був дебютом Сеная у національній збірній. Він успішно замінив Сергія Дерев'янченка, який захворів перед змаганнями.
- В 1/8 фіналу переміг Младена Манева (Болгарія) — 9-3
- У чвертьфіналі переміг Іштвана Жилі (Угорщина) — 13-5
- У півфіналі переміг Віктора Котюжанського (Молдова) — 8-4
- У фіналі переміг Максима Коптякова (Росія) — 9-4

2009 року Іван Сенай став срібним призером чемпіонату України, поступившись у фіналі Сергію Дерев'янченко.
2010 року став срібним призером чемпіонату України у напівважкій ваговій категорії, поступившись у фіналі Олександру Гвоздику.
У квітні 2010 року у столиці Вірменії (Єревані), зустрілися боксери з 10 країн — Вірменії, України, Росії, Ірану, Грузії, Білорусі, Казахстану, Узбекистану, Молдови та Болгарії на Міжнародному турнірі «Гагіка Царукяна». Іван Сенай здобув золото у напівважкій вазі..